# Crazy Blues
Singles de Mamie Smith and Her Jazz Hounds
That Thing Called Love /
You Can’t Keep A Good Man Down
(1920) Fare Thee Honey Blues /
The Road Is Rocky (But I Am Gonna Find My Way)
(1920)
Crazy Blues est une chanson de blues écrite par Perry Bradford et enregistrée par Mamie Smith en 1920. Elle est généralement considérée comme le premier disque de blues de l'Histoire.
La chanson est introduite au Grammy Hall of Fame en 1994, inscrite en 2005 au registre national des enregistrements (National Recording Registry) de la bibliothèque du Congrès à Washington pour son importance culturelle, et intronisée au Blues Hall of Fame de la Blues Foundation en 2016 dans la catégorie « Enregistrement classique du Blues — Single »,,.
Crazy Blues fait partie de la liste des 660 « chansons qui ont façonné le rock 'n' roll » établie par l'équipe du Rock and Roll Hall of Fame.

## Histoire
Au début des années 1920, le compositeur, pianiste et chef d'orchestre Perry Bradford tente de convaincre l'industrie phonographique que le public noir représenterait un potentiel commercial certain si on lui proposait des disques enregistrés par des artistes de couleur. Au cours de la décennie précédente, il existe déjà de nombreux enregistrements de blues ou de chansons comportant le mot « blues » dans le titre, mais elles sont généralement interprétées par des musiciens et des chanteurs blancs. 
La chance sourit à Perry Bradford quand Sophie Tucker, qui doit enregistrer une de ses compositions, tombe malade. Il persuade alors Fred Hager, directeur artistique d'Okeh Records, d'engager une chanteuse noire à sa place, malgré les pressions ou les menaces de boycott. 
Mamie Smith, qui est aussi la vedette de la revue Maids of Harlem dirigée par Bradford, entre en studio le 14 février 1920 pour enregistrer That Thing Called Love et You Can’t Keep A Good Man Down. Elle est entourée pour l'occasion de musiciens blancs, et ces chansons ne diffèrent pas beaucoup du type de ballades interprétées habituellement par les chanteuses de variété. Ce premier disque obtient néanmoins un certain succès et le boycott redouté n'a pas lieu.
Bradford renouvelle cette performance quelques mois plus tard, en faisant enregistrer à Mamie Smith une autre de ses compositions qu'elle chante déjà sur scène, Harlem Blues, renommée Crazy Blues pour l'occasion. L'enregistrement se déroule à New York le 10 août 1920. Pour l'accompagner, on constitue cette fois un groupe de musiciens noirs, baptisé les Jazz Hounds, composé de Johnny Dunn au cornet, Ernest Elliott à la clarinette, et Willie "The Lion" Smith au piano. Celui-ci apparaît d'ailleurs sur les photographies associées à la session d'enregistrement, bien que Bradford ait prétendu avoir joué du piano sur l'enregistrement (pourtant bien caché dans le mixage). C'est un succès commercial : 75 000 exemplaires du disque, commercialisé en novembre par Okeh dans les boutiques de Harlem, sont vendus au cours du mois de sa sortie. En moins de sept mois, plusieurs centaines de milliers de copies, voire un million, sont vendus aux États-Unis.
Devant ce succès, toutes les maisons de disques veulent avoir leur interprète de couleur. Columbia enregistre presque aussitôt une reprise de Crazy Blues par Mary Stafford (1921). Des chanteuses de blues comme Trixie Smith, Alberta Hunter ou Ethel Waters sont signées par Black Swan, Ma Rainey et Ida Cox par Paramount, et Bessie Smith par Columbia.

## Postérité
Crazy Blues marque un tournant dans l'Histoire du blues. Il est généralement considéré comme le premier disque de blues. Tony Russell précise quant à lui qu'il s'agit du premier enregistrement avec le mot « blues » dans le titre interprété par un artiste noir.
Cette version de 1920 de Crazy Blues par Mamie Smith est utilisée dans l'épisode 10 de la saison 1 de la série Boardwalk Empire.
Crazy Blues a été repris notamment par l'Original Dixieland Jazz Band (1921), Cliff Carlisle (1930), Jerry Wald Orchestra (1934), Clarence Williams (1935), Georgia White (1938), Leon Redbone sur l'album Double Time en 1977, Catherine Russell sur Boardwalk Empire Volume 1: Music from the HBO Original Series (2011), et China Moses avec Raphaël Lemonnier sur l'album Crazy Blues en 2012.